# Rádiháza megállóhely
Rádiháza megállóhely egy Zala vármegyei vasúti megállóhely Gutorfölde településen, a MÁV üzemeltetésében.
A névadó Rádiháza településrésztől nem messze északra helyezkedik el, Gutorfölde központjától jó három kilométerre északkeletre; közúti megközelítését egy önkormányzati út (a görbőpusztai bekötőút) biztosítja a 7543-as út felől.
A Rockenbauer Pál Dél-dunántúli Kéktúra 4-es és 5-ös számú szakaszának határa, egyben bélyegző helye is.

## Vasútvonalak
A megállóhelyet az alábbi vasútvonalak érintik:
- Zalaegerszeg–Rédics-vasútvonal

## Kapcsolódó állomások
A megállóhelyhez az alábbi állomások vannak a legközelebb:
- Tófej megállóhely (Zalaegerszeg–Rédics-vasútvonal)
- Gutorfölde vasútállomás (Zalaegerszeg–Rédics-vasútvonal)

## Forgalom
| Járat        | Útvonal | Gyakoriság                    |
| ------------ | --- | ----------------------------- |
| személyvonat | Zalaegerszeg – Bocfölde – Sárhida – Bak – Baktüttös – Tófej – Rádiháza – Gutorfölde – Ortaháza – Csömödér-Páka – Iklódbördőce – Lentiszombathely – Lenti – Rédics | Napi 4 pár                    |
| személyvonat | Zalaegerszeg – Bocfölde – Sárhida – Bak – Baktüttös – Tófej – Rádiháza – Gutorfölde – Ortaháza – Csömödér-Páka – Iklódbördőce – Lentiszombathely – Lenti          | Nyári menetrendben napi 1 pár |